# Хая Тума

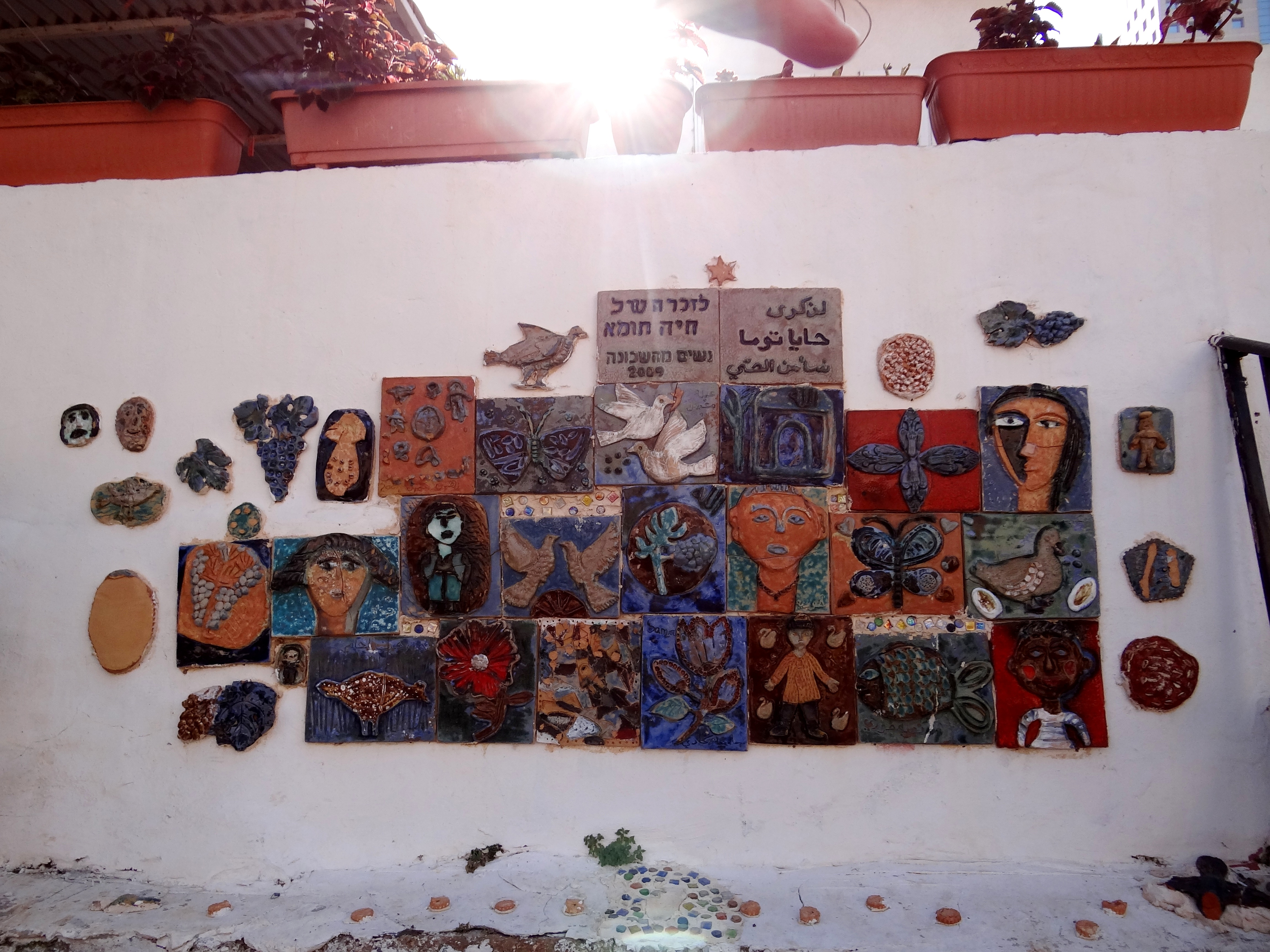
Стіна-скульптура у Ваді Ніснасі на згадку про Хаю Тума, зроблена жінками району в 2009 році. Частина «маршруту Хаї Туми» через район

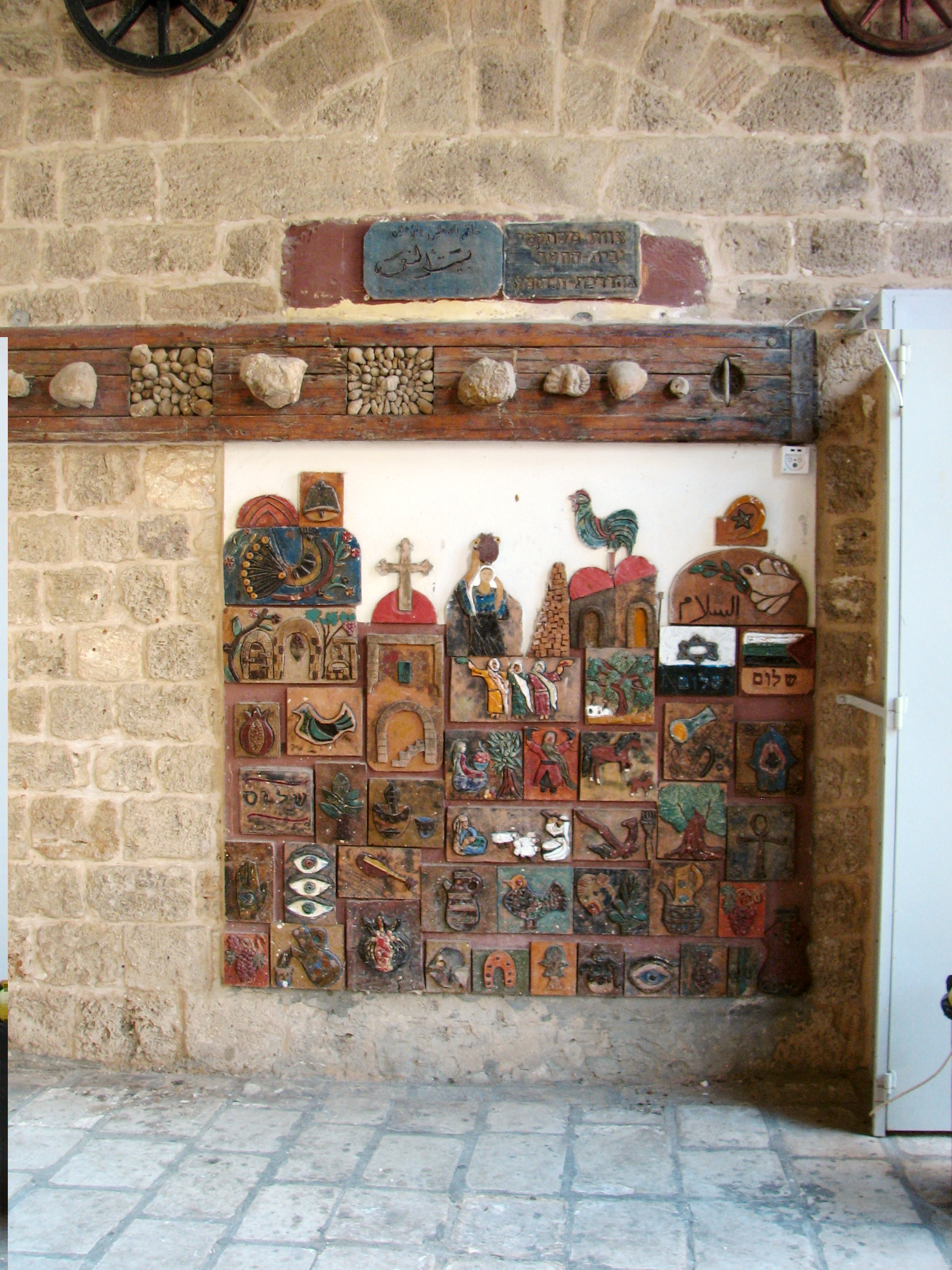
Робота Хаї Туми біля входу в греко-католицьку церкву «А-Саїда» (що означає арабською: «Богоматір») у Будинку Благодаті в нижньому місті Хайфи

Хая Ту́ма (івр. חיה תומא; до шлюбу Керберґ; 1931 — червень 2009) — ізраїльська єврейська художниця-керамістка. Її кераміка прикрашає фасади будинків і вулиць міста Хайфи, особливо в районі Ваді Ніснас.

## Біографія
Хая Керберґ (івр. חיה קרברג) народилася у невеликому містечку Оргіїв поблизу Кишинева (тоді в Румунії, тепер у Республіці Молдова). У 1934 році разом зі своєю родиною емігрувала до Ерец-Ісраель. 1941 року родина переїхала з міста Хадера до Хайфи. До 1945 року Хая навчалася в початковій школі «Зіхрон Йосеф» (івр. זיכרון יוסף) в Ахузі в Хайфі, в 1948—1945 роках жила і навчалася в кібуці Ша'ар-га-Амакім, а в 1951—1949 роках служила в Департаменті культури ВМС Ізраїлю.
Починаючи з 1954 року вона жила з Емілем Тума, який був ключовим активістом Комуністичної партії Ізраїлю. Вони зустрілися у районі Ваді Ніснас. Зв'язок між ними — єврейкою та арабом-християнином, який був громадянином Ізраїлю — був предметом багатьох статей в ізраїльських ЗМІ. Відповідно до законів релігійного шлюбу в Ізраїлі, вони змогли одружитися лише в 1962 році в Москві. Історія кохання Хаї та Еміля надихнула автора Самі Міхаеля на його книгу «Опіка» (івр. חסות).
У 1955—1972 роках Тума танцювала у студії Ярдени Коен. У 1963 році вона керувала танцювальним колективом арабо-єврейської молоді з нагоди участі в Міжнародному молодіжному фестивалі в Гельсінкі, Фінляндія.
З 1965 по 1968 рік їхня родина жила в Москві, де Хая навчалася на сценаристку на кіностудії «Мосфільм». Коли сім'я повернулася до Ізраїлю, вона деякий час працювала сценаристкою.
У 1971—1974 роках Хая вивчала кераміку в Хайфському університеті під керівництвом професора Ханни Зонт (івр. חנה זונט) і художниці Раї Редліх. У 1975—1980 роках навчалася мистецтву в коледжі «Оранім» під керівництвом художниці Варди Ятом (івр. ורדה יתום). З 1989 по 2004 рік викладала мистецтво кераміки в Бейт-Хесед (івр. בית חסד) в Хайфі. Поряд з цим, у 1971—1996 роках вона керувала одним із відділень книжкової мережі «Стеймацкі» у Хайфі.
Хая Тума померла в червні 2009 року, її поховали на світській церемонії біля могили чоловіка (він помер у 1985 році), на православному кладовищі в Хайфі. У неї залишилося двоє синів. Син Міхаель (івр. מיכאל) — художник, який живе в Лейпцизі та Хайфі.

## Творчість
Натхнення на твори Хая Тума знаходила у власному житті. Деякі з її керамічних робіт відображають спогади про місце її народження. Вона відвідувала свою велику родину в Кишиневі, збирала спогади від старших. Більшість членів сім'ї зараз проживають в Ізраїлі.
У 1999—2008 роках Тума створила керамічні стіни на фестивалі «Свято свят» у Хайфі. «Мій зв'язок із Ваді полягає в тому, що я час від часу продовжую знаходити людей, які тут живуть. Ваді — це свого роду планета, розташована в Хайфі. Планета, яка має свою історію. Можливо, ми дізнаємося історію Ваді? Настав час!» — сказала Хая в телевізійному інтерв'ю Ар'є Ясу.
Пейзаж та історія Землі Ізраїлю-Палестини були джерелом натхнення для її робіт. Особливо Хайфи, міста, де вона жила, та його околиць. Її цікавили археологічні знахідки, які відображали культурне та етнічне розмаїття, що існувало в цьому районі протягом усієї історії, і вона поєднувала у своїх роботах сучасний дизайн та архаїчні форми кераміки. Її роботи демонструють відлуння того самого культурного різноманіття, яка характеризує ізраїльське суспільство навіть сьогодні.
Тума займалася політичною діяльністю, а також у своїх роботах піднімала актуальні проблеми ізраїльської дійсності. У деяких своїх скульптурах вона описувала страждання у війнах і особливо долю жінок. Роботи були невід'ємною частиною її життя, такі керамічні скульптури як «Гаґар» (івр. הגר) і «Плакальниці» (івр. המקוננות) були з її власного досвіду. Керамічні роботи Туми є у різних місцях міста Хайфа, на фасаді будинку в Кармелі та в районі церкви «Бейт-Хесед» у Нижньому місті.
Вона брала участь у таких виставках:
- « Єврейська кухня» (івр. המטבח היהודי; Лейпциг, Німеччина, 2006).
- «Далекі голоси, близькі слова» (івр. קולות רחוקים, מלים קרובות) з угорською художницею Катлін Броуді в німецькому місті Рудольштадт, в рамках фестивалю «Folk-Roots Weltmusik-Festival», 2008.
- «Дерево життя» (івр. עץ החיים) з Міхаелем Тума (сином) у будинку Наґлера (івр. נגלר) (Кір'ят-Хаїм, 2010).
- Персональна виставка: «Єш Хаїм» (івр. יש חיים) у будівлі газети «Аль-Іттіхад» у рамках фестивалю «Свято свят» (Хайфа, 2012).

## Спадщина
На пам'ять про неї розробили «Маршрут Хаї Туми», який є частиною фестивалю «Свято свят». На її згадку в Центрі культури і мистецтв імені Наґлера представили виставку близько 50 арабських та єврейських художників. Також спорудили керамічну стіну, присвячену її пам'яті, від імені жіночої керамічної майстерні Ваді Ніснас під керівництвом Наталії Дятлов (івр. נטליה דיאטלוב) та Абеда Абді.
Абед Абді сказав про її роботу, що: «У всіх роботах Хаї відображене намагання створити візуальний діалог з аудиторією, що нічого не знає про єврейсько-арабський конфлікт та боротьбу арабського населення за рівність, за мир і соціальну справедливість».

## Галерея

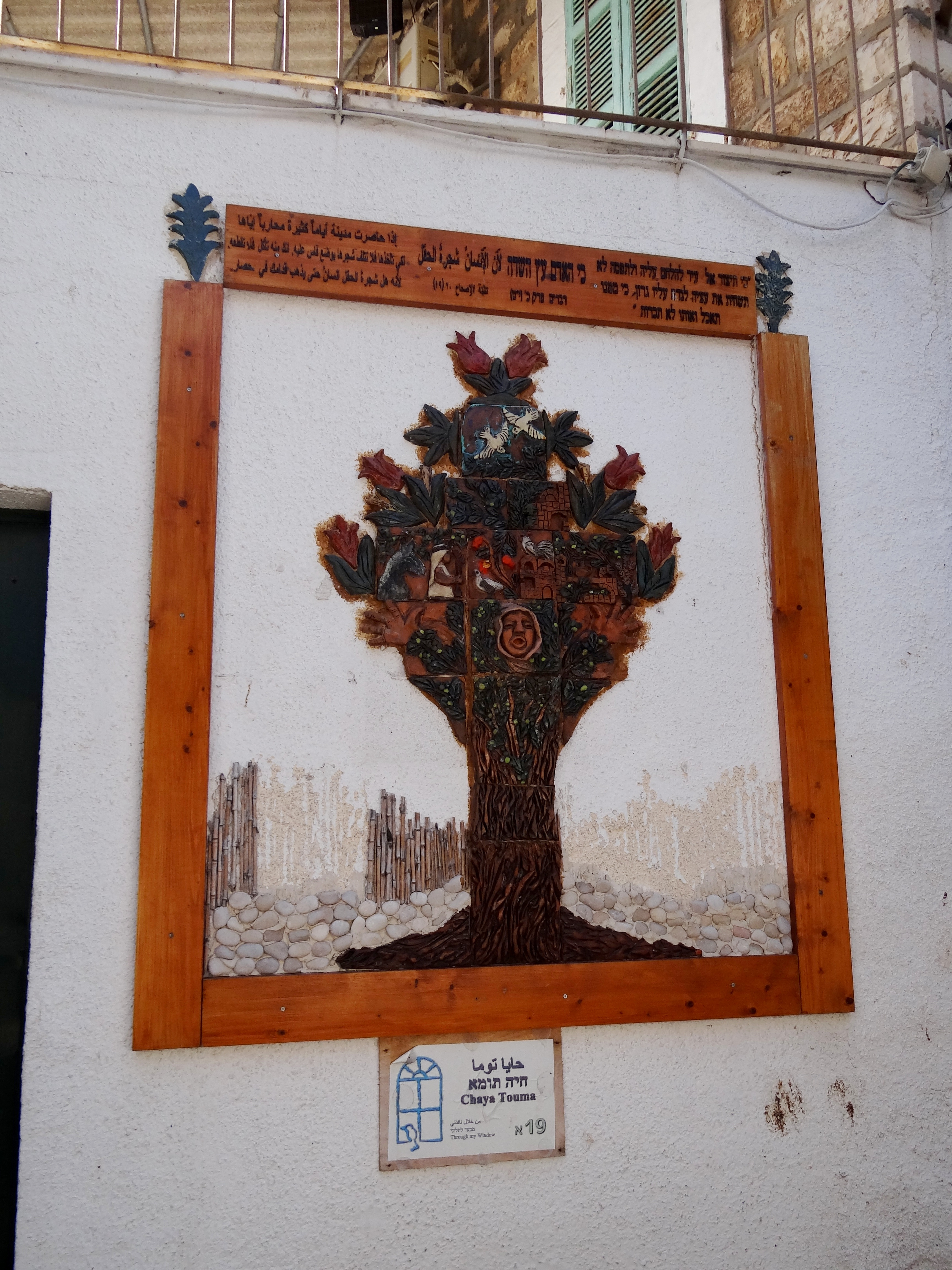
«Крізь моє вікно», на стіні будинку у Ваді Ніснасі
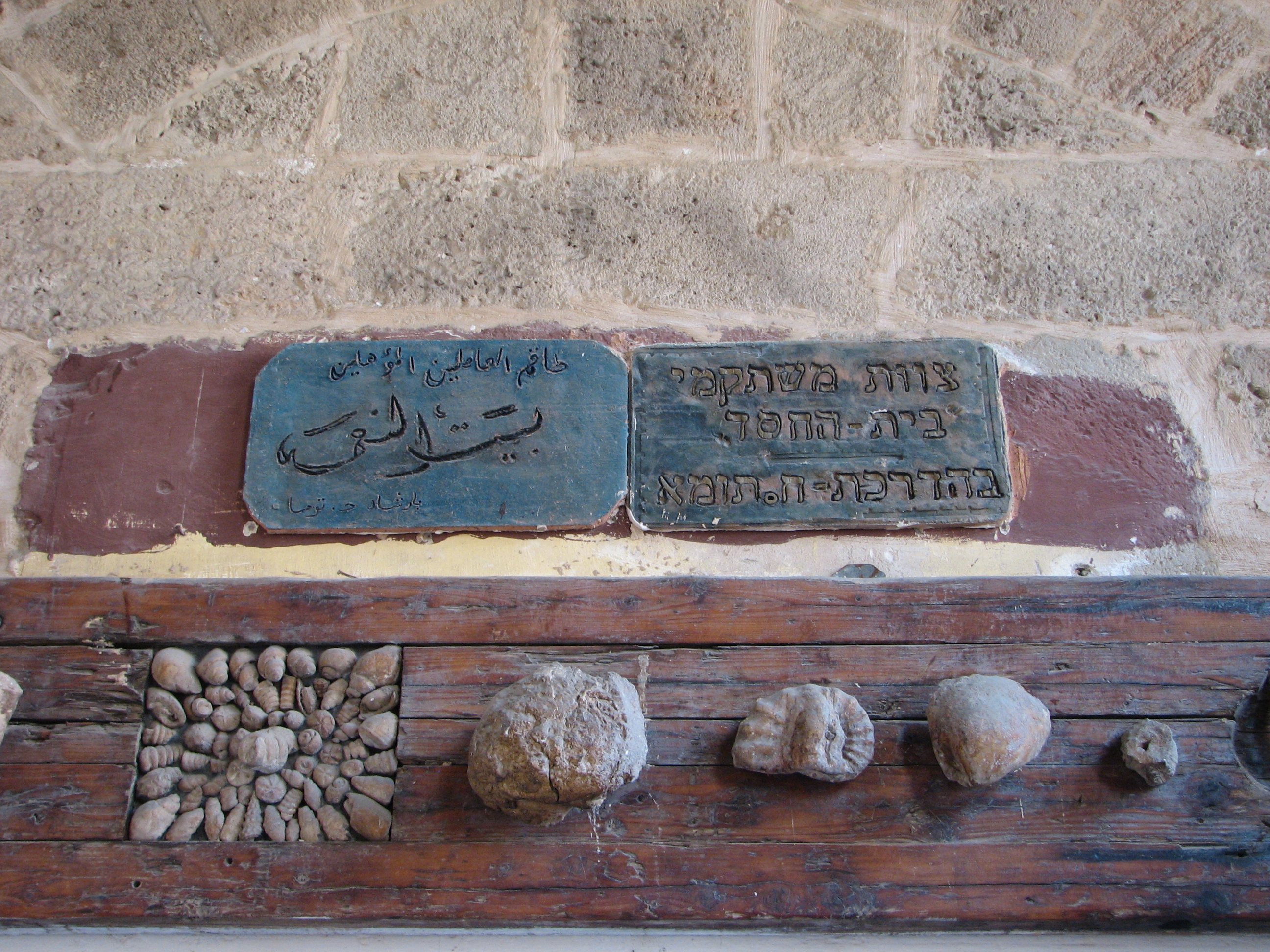
Меморіальна дошка на Будинку Благодаті із зазначенням, що під керівництвом Хаї Туми проходила реабілітація колишніх в'язнів
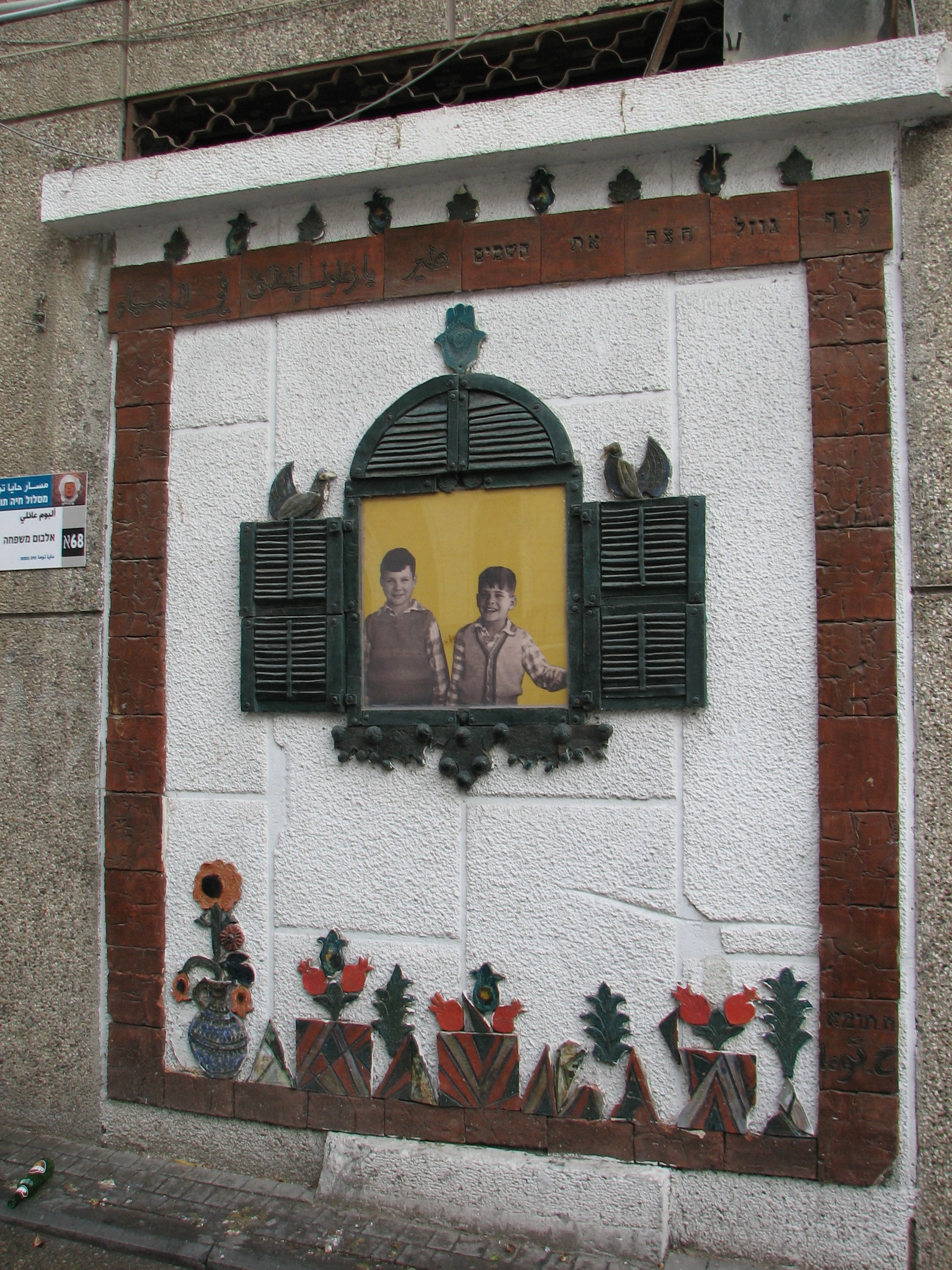
Зображення дітей на маршруті Хаї Туми у Ваді Ніснас
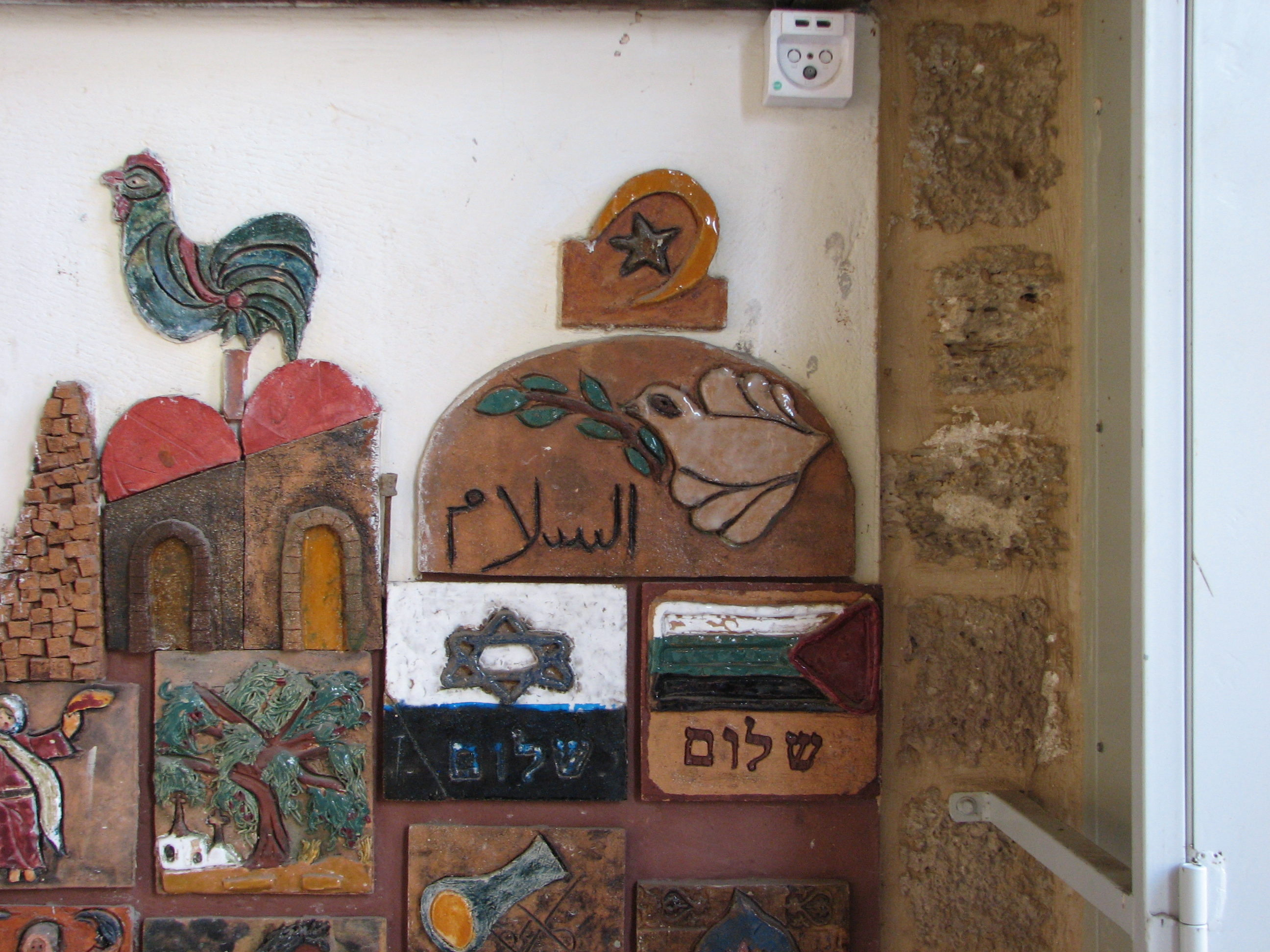
Частина керамічного рельєфу Хаї Туми у Будинку Благодаті

## Виноски
1. ↑  תום שגב, שיעור היסטוריה - מיישרים קו, באתר הארץ, 19 ביוני 2009
2. ↑  עירונט‬ 265
3. ↑  חיה תומא - עץ החיים
4. ↑  עבד עאבדי, האדם עץ השדה לזכרה של חיה תומא